# Zombi

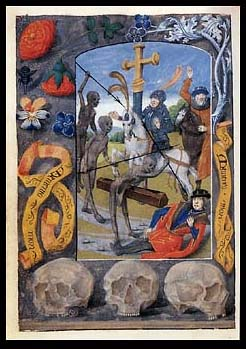
Le Dit des trois morts et des trois vifs («Los tres vivos y los tres muertos»), cuadro del.

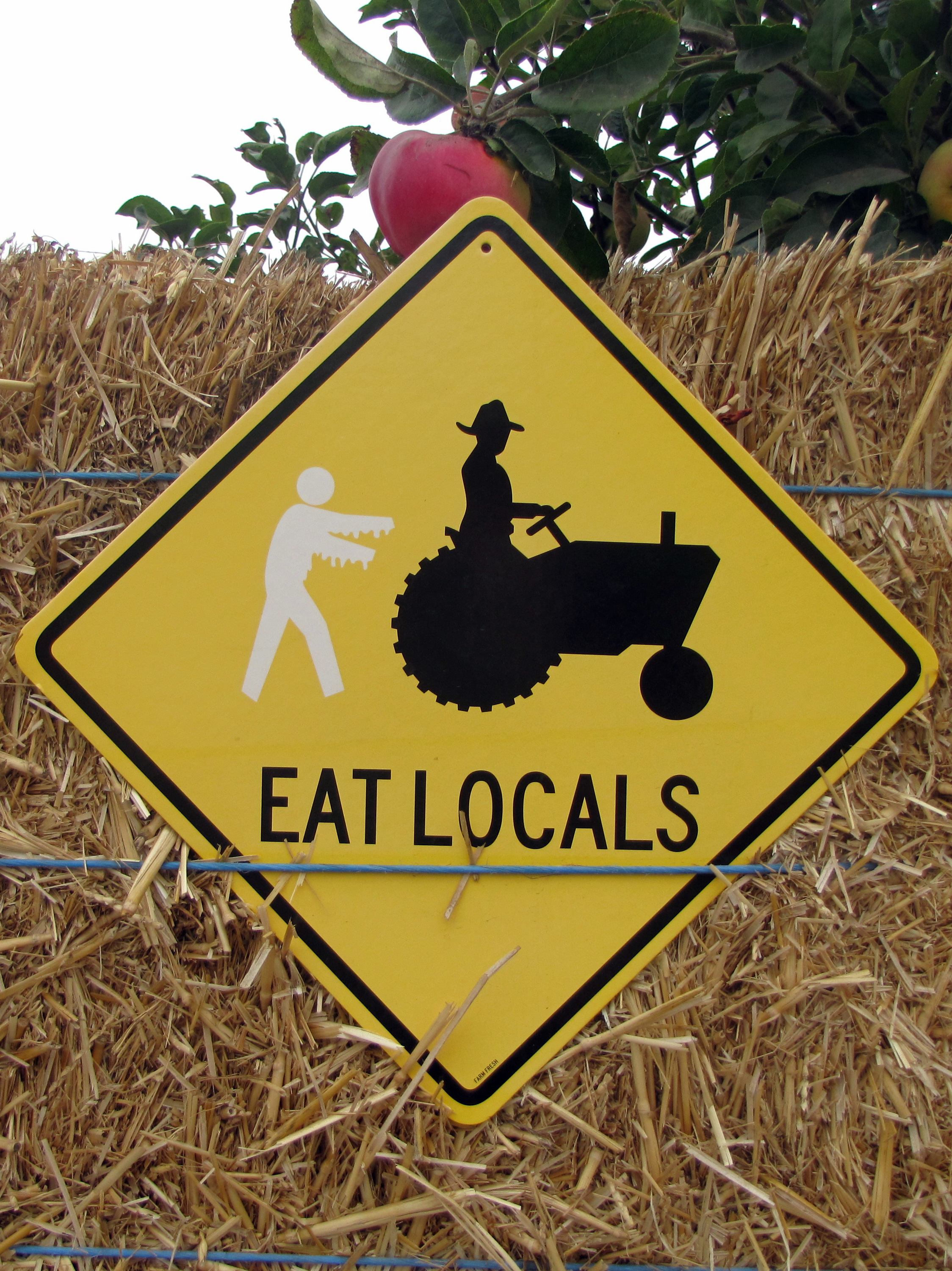
Es común encontrar en la cultura que se relacionen las adicciones con el estado de zombi. En la foto un cartel de advertencia en un campo sembrado.

Un zombi (en plural zombis, del criollo haitiano zonbi) se refiere en términos generales a un ente que, de una u otra manera, puede resucitar o volver a la vida. El concepto de zombi encuentra sus orígenes en una figura legendaria propia del culto vudú haitiano. Se trata de un muerto resucitado por medios mágicos por un hechicero para convertirlo en su esclavo. De acuerdo con la creencia, un houngan, bokor o hechicero vudú, sería capaz, mediante un ritual, de resucitar a un muerto, que quedaría, sin embargo, sometido en adelante a la voluntad de la persona que le devuelve la vida. También, según una creencia popular, se dice que una persona que es mordida por un zombi, se convierte en uno de ellos.

## Etimología
Se han propuesto diferentes palabras y raíces de las cuales el término «zombi», como derivado del criollo haitiano zonbi, pudo haber surgido. Hans-W. Ackermann y Jeanine Gauthier han recabado algunas, proponiendo que es más factible que, debido a la relación racial, lingüística y cultural, de Haití con África, el término haya derivado de lenguas africanas.
| Término            | Significado                                                                 | Lengua         | País                   |
| ------------------ | --------------------------------------------------------------------------- | -------------- | ---------------------- |
| fúmbi              | Espíritu.                                                                   | Yoruba         | Cuba                   |
| mvumbi             | Individuo cataléptico o la parte invisible de un hombre.                    | -              | Área del Congo         |
| ndzumbi            | Cadáver.                                                                    | Mitsogho       | Gabón                  |
| nsumbi             | Demonio.                                                                    | -              | Área del Congo         |
| nvumbi             | Un cuerpo sin alma.                                                         | -              | Angola                 |
| nzambi             | El espíritu de una persona muerta.                                          | Kongo          | Área del Congo         |
| zan bibi o zan bii | La traducción al español sería “El coco” y se usa para asustar a los niños. | Ewe, Mina      | Ghana, Togo, Benín     |
| zombi              | Retornado (el que ha regresado de la muerte).                               | Kikongo, Bonda | Área del Congo, Angola |

## Orígenes del zombi

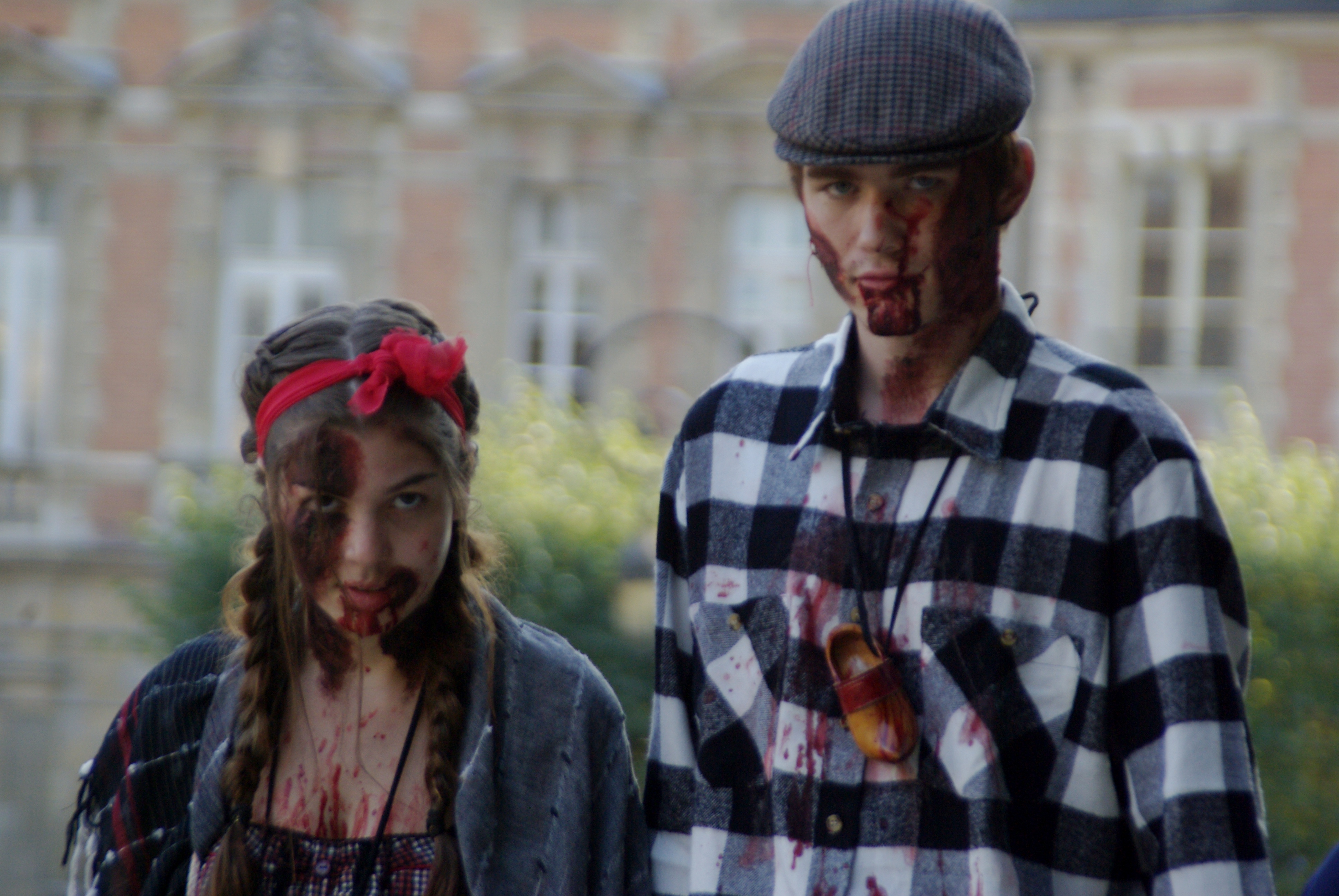
Disfraces de zombi en la Plaza de los Vosgos.

Etnólogos e historiadores han llegado a la conclusión de que el zombi haitiano, en su génesis, está íntimamente relacionado con la esclavitud y la opresión dentro de Haití.
En 1697 se dio la primera aparición significativa del concepto y la palabra zombi, dentro de la novela autobiográfica de Pierre-Corneille de Blessebois, Le Zombi du Grand Pérou, ou La comtesse de Cocagne. Dentro de la novela la figura del zombi resulta muy ambigua y se refiere principalmente a una entidad incorpórea. También en el siglo XIX, el visitador y ministro residente en Haití Spenser St. John contaba a sus amistades británicas cuentos de canibalismo y vudú que incluían la ingesta de infantes y la exhumación de cadáveres como parte de ciertos rituales.
La relación entre el esclavo y la figura del zombi ha sido anotada por varios estudiosos del tema; generalmente se comparan características como los hábitos de comida, la ropa rasgada, la transición hacia la esclavitud marcada por el bautismo o la asignación de un nuevo nombre, la pérdida de toda relación con el ser que se era antes de la esclavitud, la muerte social, ausencia de un rito funeral luego de la muerte y su estatus sociológico de objeto.
La figura del zombi en Haití también pudo haber surgido como receptáculo o representación del miedo que causaban la esclavitud y sus consecuencias dentro de la isla, incluso se le ha relacionado, en su origen, con el mesmerismo. Se ha argumentado también que el concepto de zombi proliferó (sobre todo a principios del siglo XX, y principalmente en Norteamérica), gracias al contexto de explotación y denigración en Haití, debido a que productos culturales como el libro The Magic Island (1929) de William Seabrook o la película The White Zombie (1932) de Victor Halperin pudieron haber ayudado a justificar (en la opinión pública norteamericana) la intervención política y militar de los Estados Unidos de América (entre 1915 y 1934) en una isla considerada “barbárica”.
Es importante mencionar también que el concepto de zombi en Haití está fuertemente anclado a la creencia del alma dual, y esta forma de concebir el alma ya estaba presente (con diversos matices) dentro de algunas religiones africanas (en Benín, Camerún, Ghana, Nigeria, Togo, Tanzania, y Zaire, por ejemplo). Por lo tanto es importante, a la hora de discutir los orígenes del concepto de zombi', tener en cuenta la significativa relación que guarda la religión vudú con algunas de las religiones africanas.
A través de la literatura y los diarios de viajero, la figura del zombi pasó a ser parte de la cultura popular mundial, pero se puede decir que “desde sus primeras apariciones en la literatura, la palabra zombi ya estaba relacionada con el luto, la muerte y la esclavitud".

## Los tipos de zombis

### El alma dual

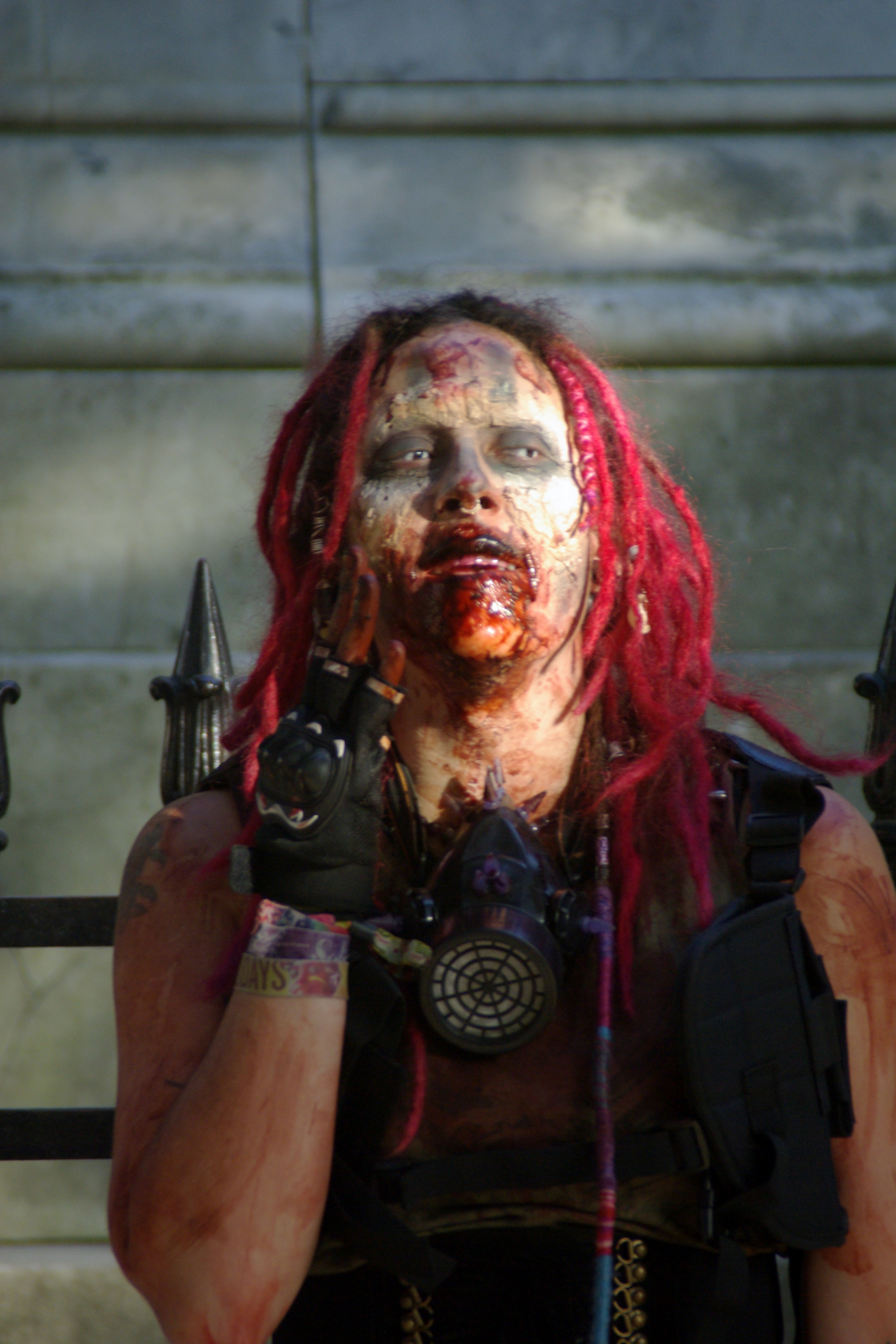
Hombre disfrazado de zombi.

Dentro de la religión vudú, está presente el concepto de alma dual que se encuentra íntimamente ligado con la figura del zombi. Existen por lo menos dos tipos de alma según esta tradición: el Gros Bon Ange (gran buen ángel) y el Ti Bon Ange (pequeño buen ángel).
El primero es un concepto espiritual al que se le atribuye la memoria, los sentimientos y la personalidad de la persona. Esta alma está en relación directa con el cuerpo. Algunos estudiosos consideran que, dentro de la religión vudú, perder el Gros Bon Ange equivale a perder la vida.
El segundo tipo de alma, el Ti Bon Ange, está ligado al cerebro, a la sangre, a la cabeza y a la conciencia del hombre. Representa, por un lado, al zombi (zombi incorpóreo) y por otro, su ausencia, o robo (por parte del hechicero o bokor) explican, dentro del imaginario haitiano, la condición de zombi de una persona (zombi corpóreo). A pesar de las discusiones acerca de las características y función que ambos tipos de alma tienen, se ha llegado a aceptar generalmente que es el Ti bon Ange el que está directamente relacionado con lo que los creyentes llaman el proceso de zombificación.
Esta división del alma en la religión vudú es importante para entender el concepto de zombi, particularmente en lo relativo al Ti Bon Ange, pues es a partir de esa forma de alma que se desenvuelven los dos tipos de zombi que han sido estudiados a partir de testimonios: el zombi corpóreo y el incorpóreo, o como algunos estudiosos los han llamado: “el cuerpo sin alma” y el “alma sin cuerpo”.
Está bien documentado que no hay una división tajante entre ambos tipos de zombis dentro del pensamiento mágico en Haití; se puede observar que, dentro de los relatos recogidos por etnólogos, la distinción entre un zombi y otro no es clara ni definitiva, pues los relatos pueden describir por ejemplo, a un zombi que camina por la calle, que ha salido de su tumba, o uno que habita una vasija para ser vendido después y brindar protección, pero ambos, por ejemplo, dentro del imaginario haitiano, pueden funcionar como servidumbre doméstica.

### Zombi, alma sin cuerpo
De una manera semejante a la figura del espíritu familiar en el folclore europeo, el zombi como espíritu o presencia (zombi incorpóreo) se encuentra en la tradición oral de Haití principalmente en el periodo prerrevolucionario. En términos generales, se puede afirmar que, dentro de la tradición oral haitiana, la palabra zombi también se puede adjudicar a una entidad espiritual, específicamente al Ti bon Ange. El Ti bon Ange, una forma de alma del humano según la tradición vudú, sería capturado por el hechicero (Bokor) de diversas formas y para distintos propósitos: existen testimonios que afirman que el Ti Bon Ange es capturado (antes o después de la muerte) y depositado en un cántaro (canari). Poseer el Ti Bon Ange de una persona resulta muy valioso, pues el hechicero puede venderlo o rentarlo, de la misma forma que ocurriría con los zombis de carne y hueso. Se dice que, una vez que el bokor posee el alma de alguien ya nadie la puede tomar.
Puede ocurrir también que se pague a un bokor y este ponga polvos especiales en el camino por el que la víctima vuelve del trabajo, al pisar estos polvos (wangas), el alma (Ti Bon Ange) de la víctima es robada. Se han recolectado relatos que afirman que una costurera, por ejemplo, puede "disponer de un zombi que va en busca de clientes y los atrae como un imán, [o bien], un estudiante que tiene dificultades en la escuela puede recibir de sus padres un zombi que entonces será alojado en la punta de su pluma para ayudarlo en los exámenes".
Un zombi incorpóreo, dentro de la tradición oral haitiana, puede también usarse para asesinar a alguien, hacer que alguien caiga enfermo o para destruir cosechas.

### Zombi, cuerpo sin alma
Este tipo de zombi (corpóreo) responde al paradigma de una criatura que, en términos generales, es regresada de la muerte por el hechicero, a través de distintos medios, y para diversos propósitos. Desde la tradición oral haitiana se dice, por ejemplo, que una vez enterrada la persona en cuestión, esta es exhumada y llamada tres veces por su nombre por parte del hechicero. Otros relatos recolectados afirman que el alma (Ti Bon Ange) es robada antes de que la víctima muera.
De la misma forma, se habla de individuos que no mueren, sino que son inducidos a una muerte aparente (un letargo) a través del envenenamiento y posteriormente son enterrados vivos y sacados de sus tumbas. El envenenamiento puede ir acompañado del robo del Ti Bon Ange, lo cual significaría que "el zombi es realmente un individuo con el alma incompleta".
Existen también versiones en las cuales, la forma de zombificación radica en que el hechicero aspira el alma de la víctima a través de una grieta en la puerta de su casa, para luego traspasarla a una botella o cántaro; la persona entonces cae enferma, muere y es enterrada. Posteriormente, el hechicero pide permiso al cuidador del cementerio para extraer al cuerpo y así poner debajo de su nariz la botella con el alma de la víctima, mientras le administra una droga especial. Se dice además que una vez resucitado el cuerpo no puede ingerir alimentos con sal, pues volvería a la normalidad.
A través de la cultura popular se ha diseminado la creencia de que aquella persona convertida en zombi era usada para ciertos tipos de trabajos forzados, ya sea en plantaciones o como sirviente doméstico. A pesar de que estas ideas existen verdaderamente en el imaginario haitiano, y que han pasado, a través de la cultura de masas, al mundo entero, no hay evidencia de que tales fenómenos ocurren en la realidad.

## Investigaciones

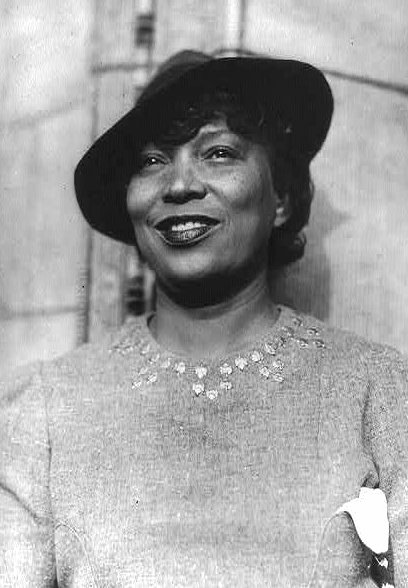
Zora Neale Hurston.

En 1937 la folclorista estadounidense Zora Neale Hurston conoció en Haití el caso de Felicia Félix-Mentor, fallecida y enterrada en 1907 y a quien, sin embargo, muchos lugareños aseguraban haber visto viva treinta años después convertida en zombi. Hurston se interesó por rumores que afirmaban que los zombis existían realmente aunque no eran muertos vivientes sino personas sometidas a drogas psicoactivas que les privaban de voluntad. Sin embargo, no pudo encontrar datos que fueran más allá del mero rumor.
Varias décadas más tarde, en 1982, el antropólogo y etnobotánico canadiense Wade Davis viajó a Haití para estudiar lo que pudiera haber de verdad en la leyenda de los zombis y llegó a la conclusión —publicada en dos libros: The Serpent and the Rainbow (1985) y Passage of Darkness: The Ethnobiology of the Haitian Zombie (1988)— de que se podía convertir a alguien en zombi mediante el uso de dos sustancias en polvo. Con la primera, llamada coup de poudre (en francés, literalmente, «golpe de polvo», 'golpe de pólvora', un juego de palabras con coup de foudre, que significa «golpe de rayo» y también «flechazo» amoroso), se induciría a la víctima a un estado de muerte aparente. Sus parientes y amigos la darían por muerta y la enterrarían, y poco después sería desenterrada y revivida por el hechicero. En ese momento entrarían en acción los segundos polvos, una sustancia psicoactiva capaz de anular la voluntad de la víctima.
El ingrediente principal de la primera sustancia, el coup de poudre, sería la tetrodotoxina (TTX), una toxina que se encuentra en el pez globo, que habita las costas del Japón y el Mar Caribe, con actividad paralizante de la placa motriz neuromuscular, como el curare que se usa en anestesia. La TTX, administrada en una dosis semiletal (LD50 de 1 mg), es capaz de crear un estado de muerte aparente durante varios días, en los cuales el sujeto sigue consciente a pesar de todo. Otras fuentes hablan del uso del estramonio o datura, que en Haití se llama concombre zombi, esto es, «pepino zombi». Según la creencia popular, la ingestión de sal liberaría al zombi de los efectos de la droga.
Davis popularizó también la historia de Clairvius Narcisse, un hombre que aseguraba haber sido víctima de esta práctica y haber vivido como esclavo zombi en una plantación durante dos años.
Las publicaciones del antropólogo Wade Davis atrajeron la atención de los estudiosos del tema debido a la amplia difusión de su libro The Serpent and the Rainbow que fue además base para la película homónima de Wes Craven en 1988; sin embargo, sus teorías han sido ampliamente refutadas por varios investigadores: se afirma por ejemplo, que los efectos que son supuestamente provocados por la zombificación pueden explicarse completamente a partir de la amnesia, la esquizofrenia y otros trastornos mentales. También se dijo que los ejemplos proporcionados por Davis “contenían ingredientes confusos, o cuyo efecto era incierto o nulo”. Además, solo dos de los ocho tipos de polvo presentados por Davis en sus estudios contenían pequeñas (y aparentemente inofensivas) cantidades de tetrodotoxina. Se alega igualmente que el hecho de que Davis haya pasado tan poco tiempo en Haití, su desconocimiento de la lengua criolla, los pocos conocimientos que parecía tener sobre la religión y la historia del lugar, además de la manera ficcionalizada en que presenta algunas de sus publicaciones, da como resultado que sus investigaciones sean “poco profundas y crédulas”.
Por otra parte, es falso que el código penal haitiano prohíba expresamente el uso de sustancias susceptibles de provocar la zombificación, meme o idea falsa que en ocasiones se cita como demostración de la existencia real de estas prácticas. Usualmente se cita el artículo 246 del Código Penal haitiano que hace referencia al envenenamiento o al uso de enervantes para privar de la vida a una persona y, si bien no se hace ninguna referencia al término zombi, sí se específica que, cuando una persona, después ser envenenada, es enterrada viva, se considerará como asesinato.

## Zombi filosófico

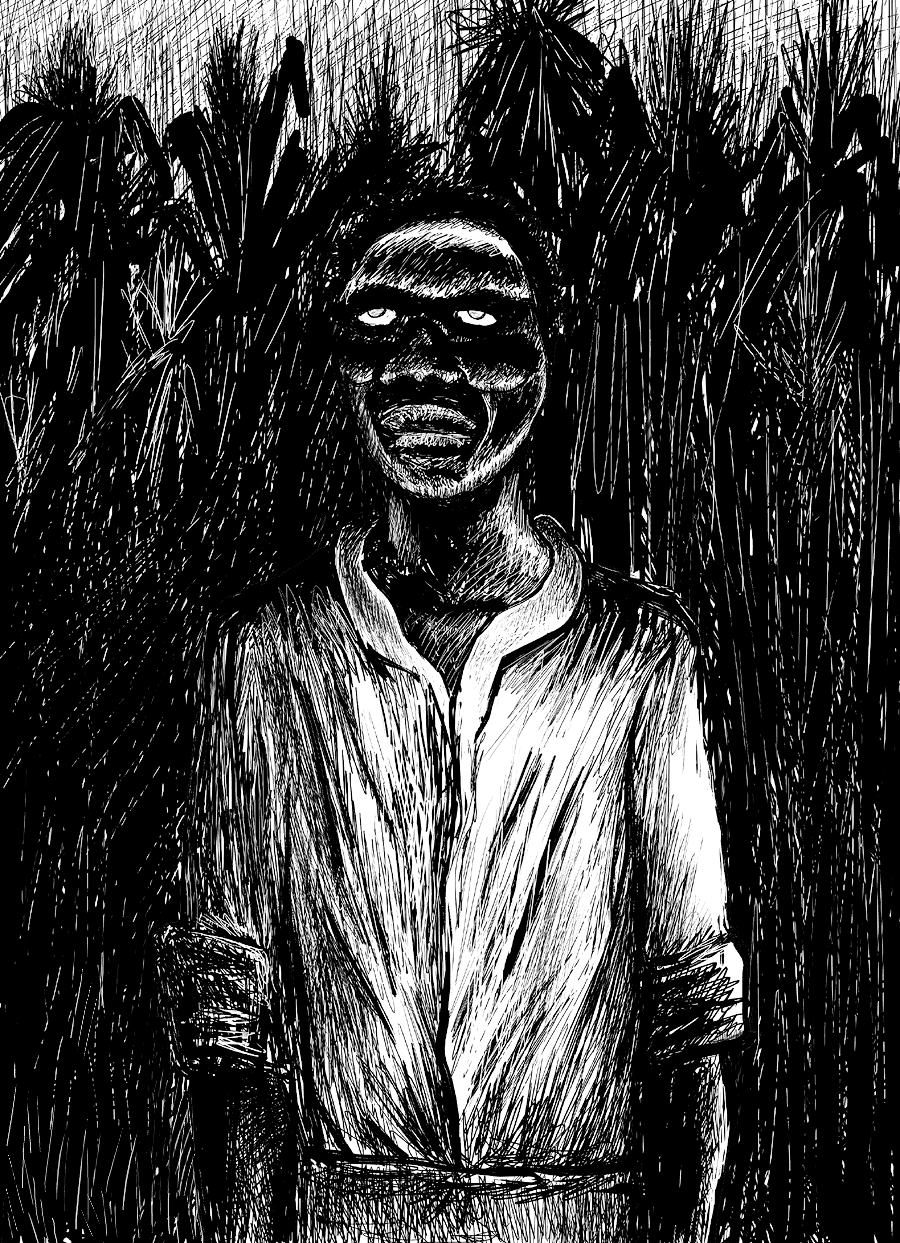
Representación artística de un zombi vudú entre cañas de azúcar.

El dualismo, el conductismo y el funcionalismo son algunas de las tesis, dentro de la filosofía de la mente, que han tratado de responder a las preguntas ¿qué es la conciencia?, ¿qué es la mente?, ¿cuál es la naturaleza de los estados mentales? Sin embargo, en el siglo XIX con el auge de la física varios filósofos creyeron que esta podía y tenía que explicar todos los fenómenos: el fisicalismo; El fisicalismo en su forma clásica es un materialismo reduccionista, postulando que la conciencia fenoménica puede ser explicada a través de las teorías de otros fenómenos naturales; específicamente a través de la física.
Para el fisicalismo cada tipo de estado o proceso mental es idéntico (es una y la misma cosa que) a algún tipo de estado o proceso físico dentro del cerebro o del sistema nervioso central. Varios autores trataron de refutar el concepto del fisicalismo a través del argumento del zombi. En 1974 Robert Kirk fue el primer filósofo en introducir el término zombi en el debate filosófico, sin embargo en los últimos años, es a David Chalmers a quien más se le asocia con la idea del zombi filosófico. El concepto zombi se refiere a una criatura que es idéntica molecularmente al ser humano y por lo tanto produce una conducta de humano, pero que, a diferencia de él, carece de qualia o sensaciones (consciencia fenoménica). Se comporta como alguien que ve, escucha, sufre; pero en realidad no hace ninguna de esas cosas.
El argumento del zombi postula que si los zombis filosóficos son posibles, entonces la consciencia no puede ser explicada en términos fisicalistas, ya que la física es idéntica tanto para el humano consciente como para el zombi inconsciente. Un filósofo lo expresó formalmente de la siguiente manera:

O (la conciencia física) puede ocurrir sin el estado fenoménico F en algún duplicado zombi. Trivialmente O no puede ocurrir sin O. Así, F tiene una propiedad modal de la que O carece, a saber, la propiedad de poder ocurrir sin O. Así, por Ley de Leibniz: 
{\displaystyle (\forall x\forall y(x=y\rightarrow f(x)=f(y)))}
 Teorema: O no es idéntico con F
 Alejandro Murillo "Conciencia, cerebro y Neurociencia"

El argumento puede ser tomado como una defensa del dualismo de sustancias; sin embargo, también aplica para el monismo de doble aspecto. Es en este último sentido que lo concibe Chalmers; quien diría que la experiencia subjetiva no es explicable físicamente, pero solo en el mismo sentido que los campos fermiónicos y bosónicos tampoco lo son (de ser cierta la física de partículas actual): se asumen como fundamentales y se usan para explicar lo demás. De cualquier manera, se han ensayado diferentes críticas al argumento del zombi. La más importante de ellas es la que apela a la posibilidad del argumento del zombi. En tanto que este apela a la posibilidad lógica, muchos lo han descartado afirmando que los zombis no existen y que por lo tanto el argumento carece de peso, ya que, del hecho de que algo sea concebible, no se sigue que sea posible.

## Zombis en la ficción
Desde tiempos remotos, los zombis formaron parte de las folclóricas leyendas, las cuales hablaban de cadáveres que regresan a la vida, como las momias o necrófagos, quienes en un acto insólito regresaban para ajustar cuentas pendientes. En el escalafón de la monstruosidad los zombis se consideraban los de menor relevancia.

### Literatura
Hacia 1697, Paul-Alexis Blessebois llevó a la literatura occidental a esa figura siniestra de la que había escuchado en diversos viajes que realizó a la América hostil. Tras vivir en la isla Guadalupe y Perú, el francés escribió El Zombi del Gran Perú (Le Zombie du Grand Pérou), un relato paródico, pero con tintes sobrenaturales.
Pese a que Blessebois no estableció un concepto claro del personaje, sí sentó las bases para esta clase de muerto viviente. Un siglo después, en 1789, Moreau de Saint-Méry escribió un diccionario relativo a la isla Santo Domingo en el que afirma que zombi es una palabra criolla para designar a un espíritu o fantasma que regresa de la tumba.
A los individuos embrujados se les conocería como zombis. Antes de que en el siglo XX se vislumbraran algunos casos sobre la veracidad de esos seres, y que algunos haitianos demostraran sus dotes para inducir un trance letárgico mediante pociones de hierbas y peces exóticos, la literatura aportó sus propias historias.
Estas se originaron en el siglo XVIII, influenciadas por el oscuro romanticismo de Mary Shelley y su Frankenstein de 1818. Aunque esta novela no aborda el tema zombie, sí plantea uno de los puntos fundamentales de su origen: el concepto de la resurrección de los muertos, desde la visión de un científico y su carrera contra el tiempo.
Frankenstein inspiró a los estadounidenses Edgar Allan Poe y Ambrose Bierce: el primero escribió dos relatos fundamentales para la narrativa zombi, La caída de la casa Usher (1839) y La verdad sobre el caso del señor Valdemar (1845); mientras que el segundo, años más tarde, hizo palpables las atmósferas terroríficas de los zombis (La muerte de Halpin Frayser, 1893).
En los años veinte del siglo XX, el estadounidense William Seabrook concretó el concepto zombi en La isla mágica (1929). La historia, desarrollada en un Haití de culto vudú y repleta de esclavos resucitados, fue tachada en su momento de sensacionalista y exagerada, pero se convirtió en una de las primeras grandes referencias occidentales de los zombis.
Uno de los primeros exponentes de la literatura de terror en incluir lo que se podría considerar zombis modernos es H. P. Lovecraft (1890-1937) quien, por su ateísmo, usualmente presenta en sus historias gran cantidad de muertos vivientes que no son resucitados por medios mágicos ni sobrenaturales. Y si bien no en todas sus historias se explica cómo los muertos resucitan, en dos de sus más conocidos textos sobre el tema —la serie Herbert West: Reanimador y la novela El caso de Charles Dexter Ward—, los muertos son revividos por medios científicos.
Existen diversos libros a nivel mundial que tratan el tema de los zombis, como Zombi - Guía de supervivencia y Guerra mundial Z: Una historia oral de la guerra zombi, de Max Brooks. En España se puede citar Apocalipsis Z, basado en un blog del mismo título del escritor Manel Loureiro, y la novela Los caminantes, de Carlos Sisí; en Latinoamérica, la antología No entren al 1408, editada por el ecuatoriano Jorge Luis Cáceres y que reúne 22 relatos, así como las novelas Sobrevivientes de Sebastián Marín y Ciudad humana del cartagenero Carlos J. Lluch, las cuales narran cómo una pandemia zombi arrasa con la civilización tal y como la conocemos. La combinación clásica de vudú, zombis y hechizos se muestra de manera perturbadora en Un saco de pesadillas, del caleño Andrés Gómez Ordóñez, relato ambientado en los pantanos de Luisiana, donde el feroz zombi contagioso es reemplazado por uno completamente pasivo, utilizado como herramienta del bokor para hallar el corazón de un demonio. También colombianas son “Muérdeme suavemente”, de Fernando Gómez; “Virus”, de Álvaro Vanegas; “Ellas se están comiendo el gato”, de Miguel Ángel Manrique y la novela “A las puertas del abismo”, de Néstor Fabián Pulido y que tiene como premisa un mundo donde los zombis casi han extinto a la humanidad. Por otro lado, en El baile de los secretos se presenta una plaga de criaturas relacionadas con el zombi moderno y en ¡Oh no! Voy a convertirme en zombi!, de Jason Daniel Greenfield y Martín Towers, en clave de humor, se enseña a los zombis a sobrevivir en un mundo infectado por humanos. El autor mexicano Pedro Paunero en su novela Una cierta hecatombe enmarca la trama apocalíptica de un mundo poblado por varias especies, resultado de la hibridación humana con zombis para, finalmente, resolverla en una utopía futurista.
Actualmente, este género goza de gran popularidad, produciéndose un fenómeno similar y paralelo al que se da también con los vampiros y la saga Crepúsculo. Por ello, algunas editoriales dedican buena parte de su producción a la temática zombi; incluso, han salido recientemente al mercado diversas versiones de obras clásicas convertidas al género zombi: El Quijote Z, Orgullo y prejuicio y zombis, Lazarillo Z.

### Cine

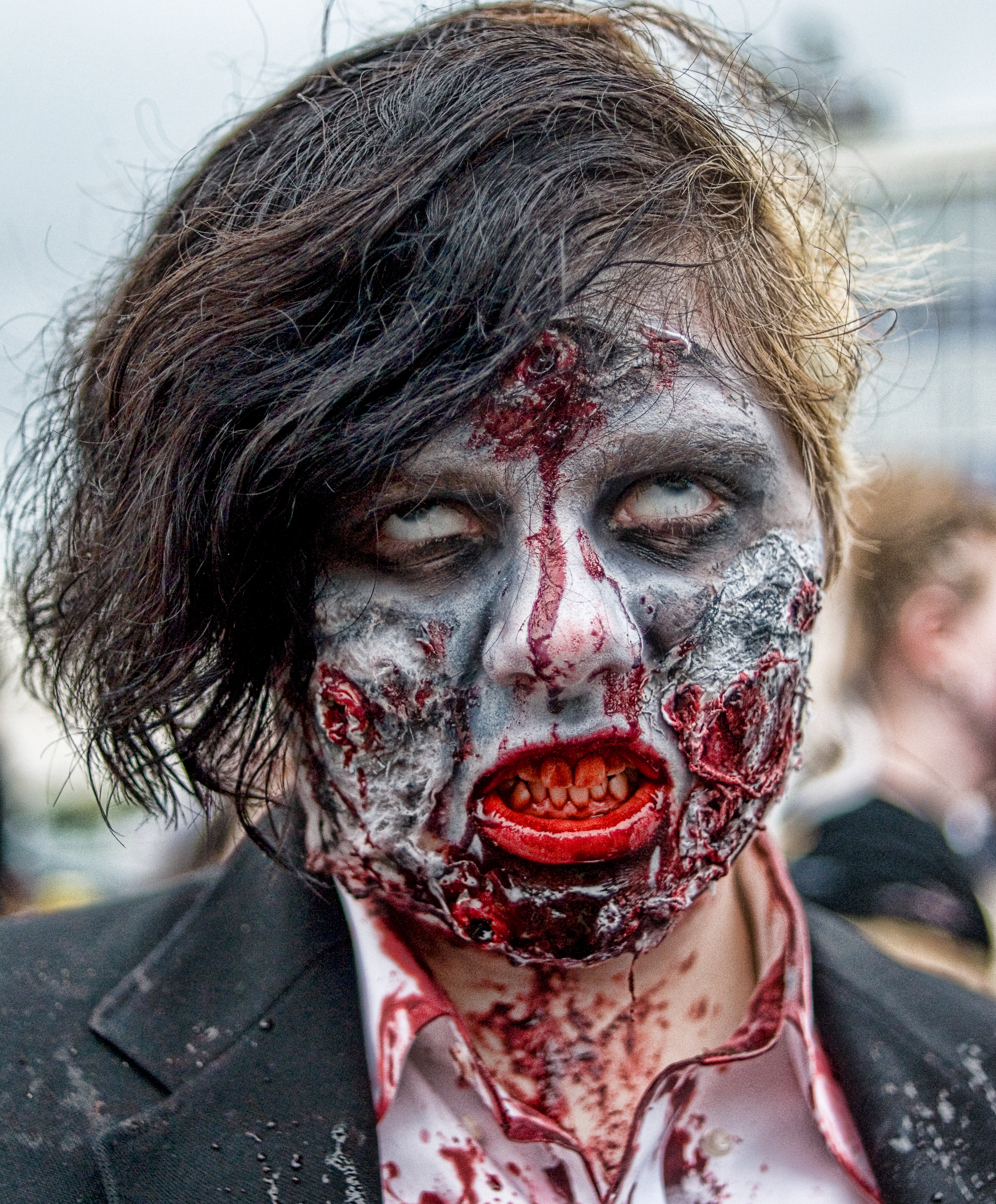
Maquillaje de un zombi en el cine de Hollywood.

El cine de zombis es un subgénero del cine de terror, en su origen encuadrado dentro de la Clase B, pero que también ha llegado a películas de gran presupuesto como Guerra Mundial Z.
Hay dos momentos en la representación del zombi en el cine en particular y en la cultura popular en general. En el primero, son o bien personas viva o muertas, que están esclavizadas por la voluntad de otra persona, gracias a la magia negra, como sucede en la primera película que logró gran popularidad en su época, I Walked with a Zombie. La segunda etapa está marcada por el gran director de terror de serie B George A. Romero, que en 1968 estrenó La noche de los muertos vivientes. En este film quedan definidas las principales características del nuevo tipo de zombi: muerto que resucita, con su cuerpo en descomposición y caníbal. En esta cinta se muestran torpes a nivel motor y cognitivo, pero esto no es así en todas las películas. En algunas muestran inteligencia de colmena, como en Zombis nazis o en Army of dead (Ejército de los muertos en España). En otras pueden ser muy veloces, como sucede en Guerra Mundial Z.
Algunos libros sobre la materia en castellano son Zombie evolution, de José Manuel Serrano Cueto, y Cine Zombi, de Ángel Gómez Rivero, editado por Calamar Ediciones en 2009, con más de 400 películas de la temática comentadas. En noviembre de 2009, en Argentina, Fan Ediciones lanzó ¡Zombis! Una enciclopedia del cine de muertos vivos, de Luciano Saracino.

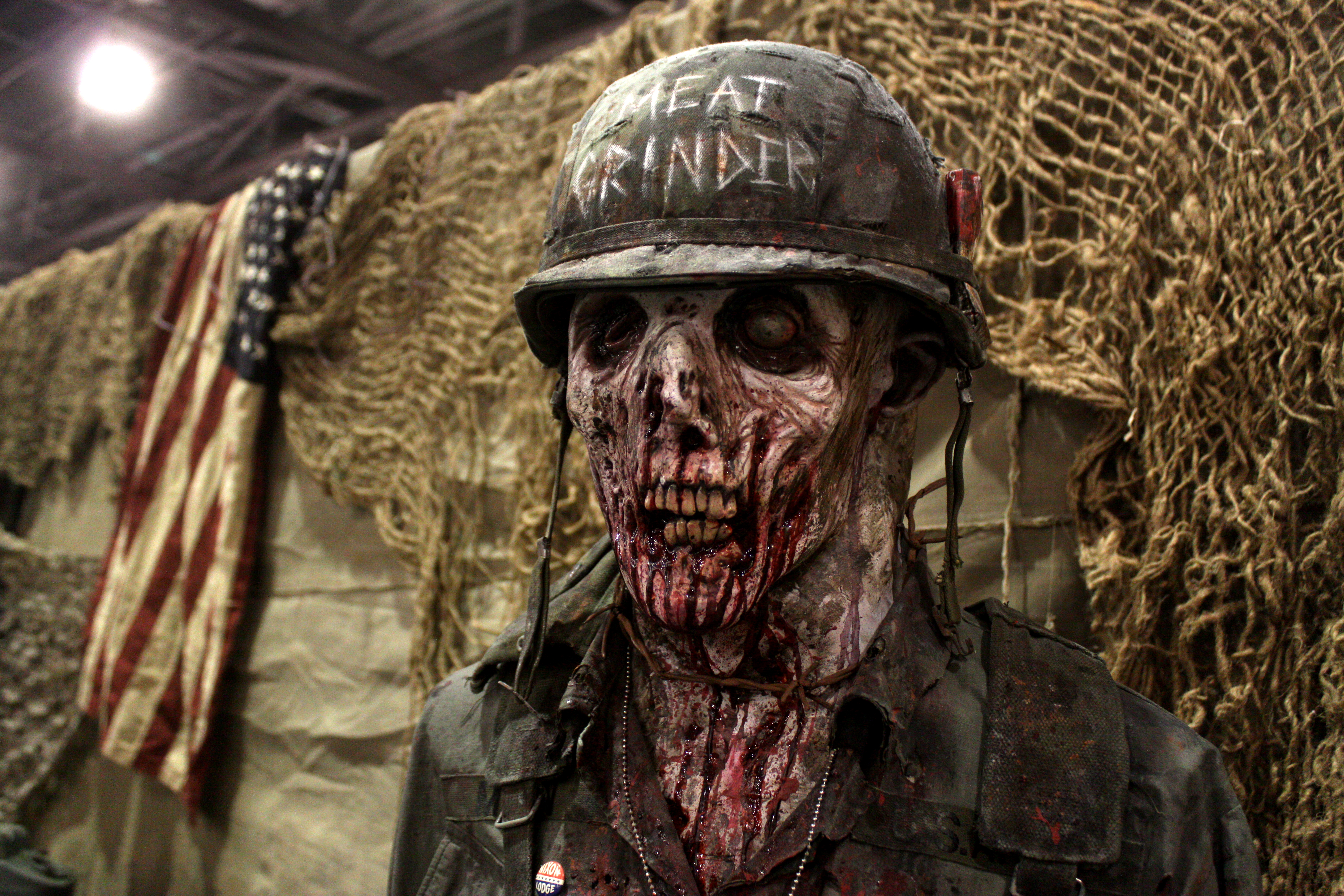
Statua de zombie, Phoenix Comicon (Phoenix, Arizona).

### Cómic
Ya en los años cincuenta el género de zombis en el cómic gozó de cierta popularidad, así como contribuyó a generar pánico moral en torno a los cómics, pues se consideraba que los jóvenes que leían este tipo de historias eran muy impresionables y se convertirían en delincuentes.
Otro caso de zombis en la cultura popular son la serie de cómics Marvel Zombies, de Marvel Comics. Otro ejemplo sería el manga Highschool of the Dead (Apocalipsis en el instituto) basado en un holocausto zombi, así mismo el manga/novela ligera Kore wa Zombie Desu ka? tiene como protagonista a un zombi. También hacen su aparición en la saga de Thriller Bark, de la serie japonesa One Piece; así como en The Walking Dead, de la editorial Image Comics; además, la familia Tao (Shaman King) usaba zombis como ejército. También, en Hellsing los vampiros de nivel 1, al succionar la sangre a un humano, los convierten en muertos vivientes. En el Universo DC, destaca el personaje de Solomon Grundy, un tipo de zombi de grandes dimensiones; un muerto revivido de fuerza sobrehumana y con la capacidad de volver una y otra vez de la muerte. Aparte de ello, en muchas editoriales se han publicado historias cortas que involucran zombis de algún tipo (ya sea creados por magia o por alguna causa "científica"). En la década de 1970 el Comics Code Authority prohibió el uso de la palabra "zombi", recurriendo la editorial Marvel Comics a la palabra "zuvembies" para designar a personas con características similares a los zombis que eran usadas como sirvientes por supervillanos haitianos.
Entre el cómic independiente cabe destacar IZombie (cómic), donde la protagonista es una zombi, con conciencia, que mientras pueda "alimentarse", no se transforma en el típico zombi terrorífico. Este cómic también tiene una versión en serie televisiva, iZombie.

### Televisión

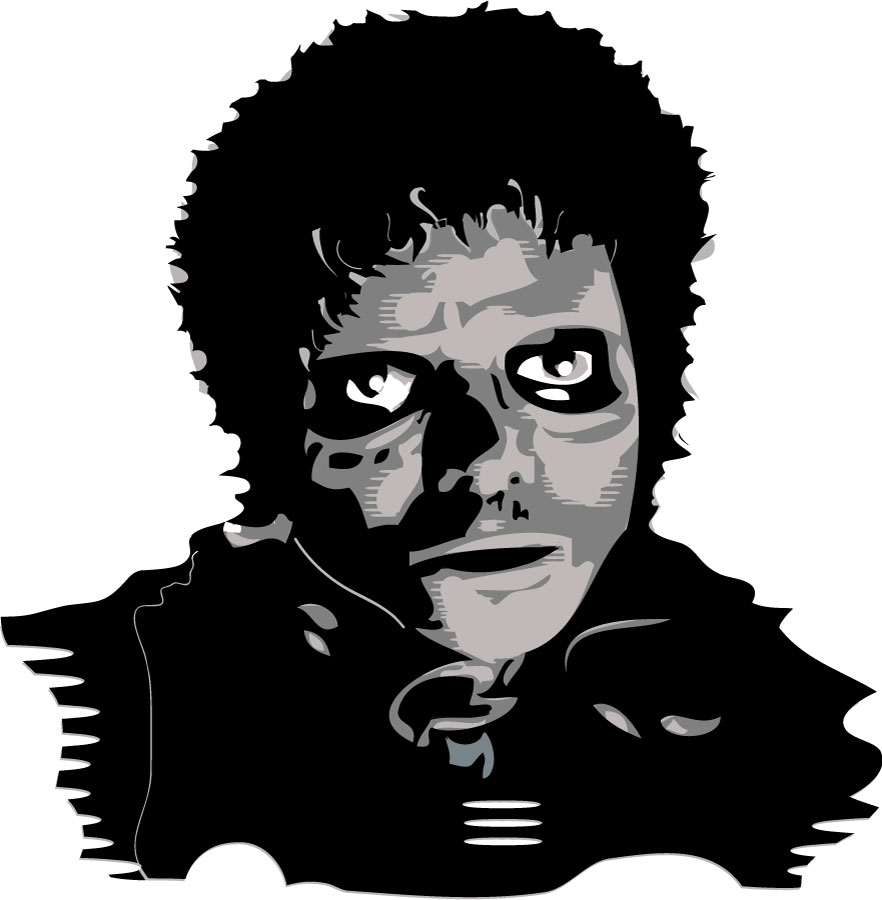
Representación gráfica de Michael Jackson en su vídeo musical de Thriller.

Una de las apariciones más recordadas de zombis en la televisión es el video Thriller, de Michael Jackson en 1983, donde aparecen zombis bailando con el cantante. A esta escena se le han rendido muchos tributos y se ha vuelto una imagen importante de la cultura popular masiva en general.
Han aparecido también zombis en capítulos especiales de series como The Simpsons, South Park e Invader Zim.
En 2010, AMC estrenó The Walking Dead, una serie que se desarrolla durante un apocalipsis zombi. El protagonista despierta después de un coma para encontrarse dentro de un hospital, solo, en una ciudad donde solo quedan muertos vivientes.
Una de las series/anime japonesas dio a estreno a la mundialmente conocida Highschool of the Dead (Apocalipsis en el instituto), que se reprodujo a finales de 2011 en Hispanoamérica y Asia. Esta serie con los géneros de horror, thriller y ecchi hizo creer a los jóvenes que el apocalipsis sí existía y sería de estos seres a los que llamamos zombis.[cita requerida]

### Videojuegos
Los zombis han tenido un papel muy importante en el mundo de los videojuegos, ya que han aparecido en muchísimos títulos. Tantos que sería imposible enumerarlos todos.
La franquicia Resident Evil, quizá una la más conocida en temática zombi por los jugadores, da la explicación de su origen a partir de muchos tipos de virus, el más conocido es el Virus T, que provoca enfermedades y cambios genéticos a los seres humanos como falla orgánica, muerte cerebral, pérdida de capas de piel, e incluso canibalismo, entre otros, además de una aparente resistencia mayor a cualquier tipo de ataque.
En el videojuego Saints Row: The Third, una zona de la ciudad es atacada por un artefacto que libera un gas nocivo que transforma a los habitantes de esa zona en zombis.
En la serie de videojuegos Yakuza existe un Spin-off (videojuego que no sigue la línea argumental de la serie) titulado Yakuza: Dead Souls para la consola PlayStation 3 en el que los yakuzas deben luchar y sobrevivir en el barrio ficticio de Kamurocho (Tokio) a una súbita invasión zombi que los asola.

En la serie de videojuegos OneeChanbara las protagonistas femeninas deben luchar contra oleadas de zombis que asolan todo Japón mediante uso de artes marciales y armas blancas.

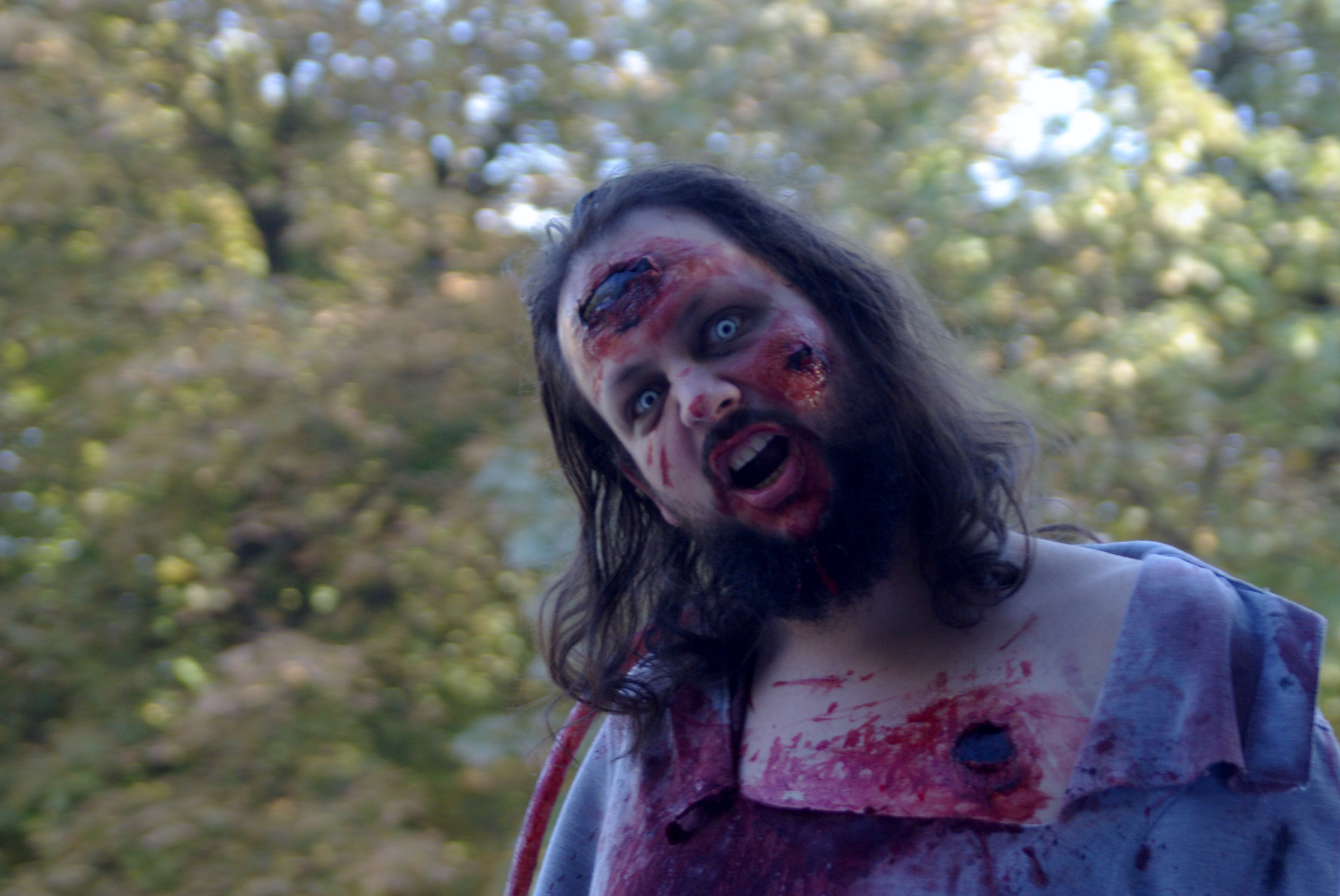
Un zombi en París.

En la saga Call of Duty, desde Call of Duty: World at War (exceptuando Call of Duty: Modern Warfare, Call of Duty: Modern Warfare 2, Call of Duty: Modern Warfare 3, Call of Duty: Ghosts, Call of Duty: Modern Warfare y Call of Duty: Modern Warfare II), aparece el modo Zombis, en el cual pueden jugar hasta cuatro jugadores tratando de sobrevivir a todas las rondas de zombis posibles.
En la saga Dead Island, se centra en el reto de la supervivencia en una isla infectada por zombis. Supervivientes tendrán que encontrar la forma de salir de la isla con vida.
En la saga de Left 4 Dead hay que sobrevivir luchando con varias hordas de zombis, aquí se incluyen "infectados especiales", los cuales son zombis con habilidades que los hacen más fuertes que los comunes.
En la saga Plantas contra Zombis son los enemigos principales, en Plants vs. Zombies: Garden Warfare son personajes utilizables.
En la saga Los Sims, estos son el resultado de una mala praxis de resurrección, pueden infectar a otros, aparecen aleatoriamente en el mundo siendo el enemigo más peligroso de los sims humanos, estos pueden ser curados con una pócima.
En Minecraft son parte de los enemigos, estos rompen puertas de madera, se queman con la luz del sol, escalan y aparecen en lugar oscuros, pueden estar armados, blindados o salir en su versión infantil, solo pueden contagiar a los aldeanos.
En 2019 se lanzó el videojuego de acción-aventura de mundo abierto Days Gone ambientado en su totalidad en un escenario posapocalíptico asolado por un peligroso virus que evoluciona constantemente transformando a las personas en abominaciones enfermas, adoptando hábitos propios de zombies en hordas y mayor eficiencia de mortalidad al disparar en la cabeza y campamentos de supervivencia.
Dying Light es otro ejemplo de este género de videojuegos, ambientado en una ciudad ficticia en Oriente Medio. La mecánica del juego plantea un escenario dual, donde el jugador debe prepararse, explorar el territorio y equiparse durante el día, cuando los zombis están letárgicos y posteriormente, durante la noche escapar y sobrevivir cuando estos se vuelven más dinámicos y peligrosos.

### Marchas de zombis

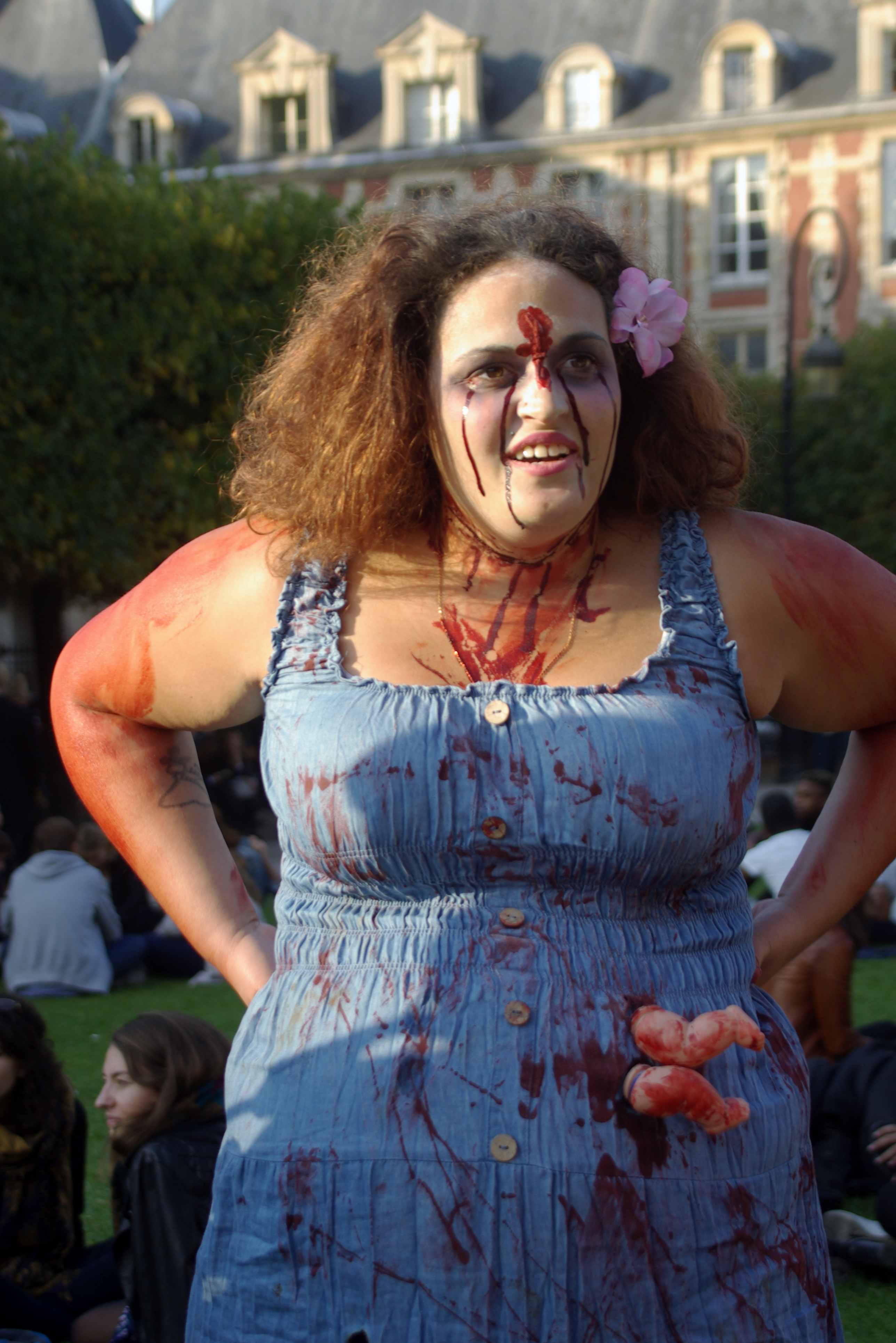
Mujer zombi.

Las marchas de zombis o Zombies walks, surgidas a principios de los años 2000 en América del Norte, son manifestaciones públicas realizadas generalmente en ciudades durante las cuales los participantes se maquillan de zombis. Por lo general tienen un objetivo exclusivamente recreativo, aunque a veces durante ellas pueden presentarse reivindicaciones, hechas principalmente de una manera humorística.
En América Latina se han realizado en varios países: en Ciudad de México la marcha de noviembre de 2011 concregó a 9806 zombis; la del 20 de octubre de 2012 en Santiago de Chile, 12.000 —en 2015 ya fueron más de 35.000— y la del 28 de octubre de 2012 en Buenos Aires, 25.000. En Europa se celebran también este tipo de caminatas; así, en París, por ejemplo, se vienen realizando por lo menos a partir de 2010 y en España este mismo año, la sexta edición del Festival de Cine Fantástico Europeo de Murcia, organizó la mayor marcha zombi de la historia de la ciudad de Murcia, en donde participaron más de 300 personas. Otras destacadas de este país son las que se celebran en Sitges y en Santa Cruz de Tenerife.

## Apocalipsis zombi

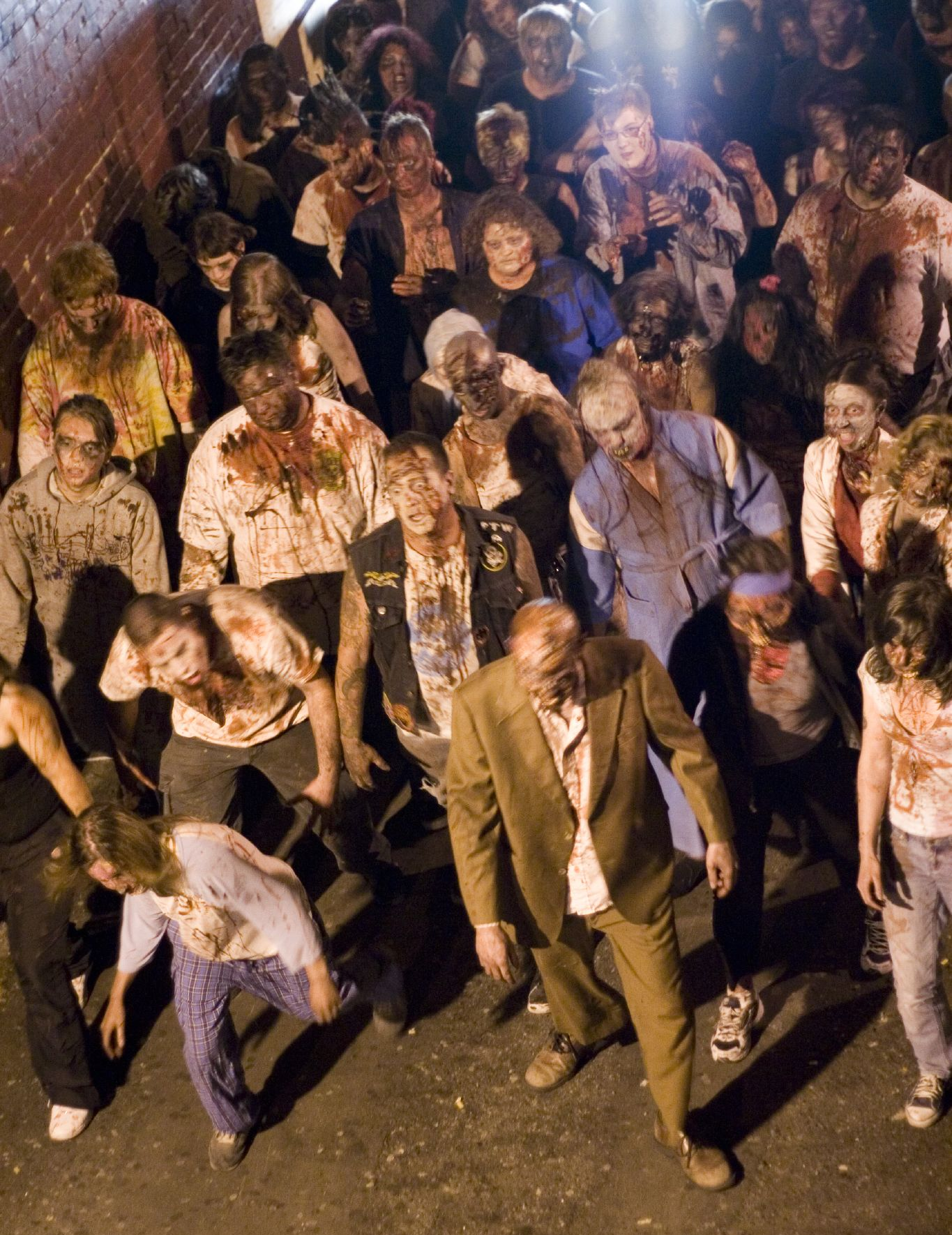
Representación de un grupo de zombis.

Un apocalipsis zombi es un escenario particular de la ficción apocalíptica, que habitualmente se produce dentro de un entorno de ciencia ficción o terror. En un apocalipsis zombi, se produce una invasión masiva de zombis, es decir, de cadáveres reanimados también conocidos como muertos vivientes. Este levantamiento, para poder recibir el tratamiento de apocalipsis, debe de ser global.